# 宮城蔵王キツネ村
宮城蔵王キツネ村（みやぎざおうキツネむら）は、宮城県白石市北西部にある、キツネの展示を中心とした民間の動物園・テーマパークである。しばしば「蔵王キツネ村」や「キツネ村」と省略されて呼ばれる。テレビCM等では「みやぎ蔵王 きつね村」の表記も用いられた。

## 概要

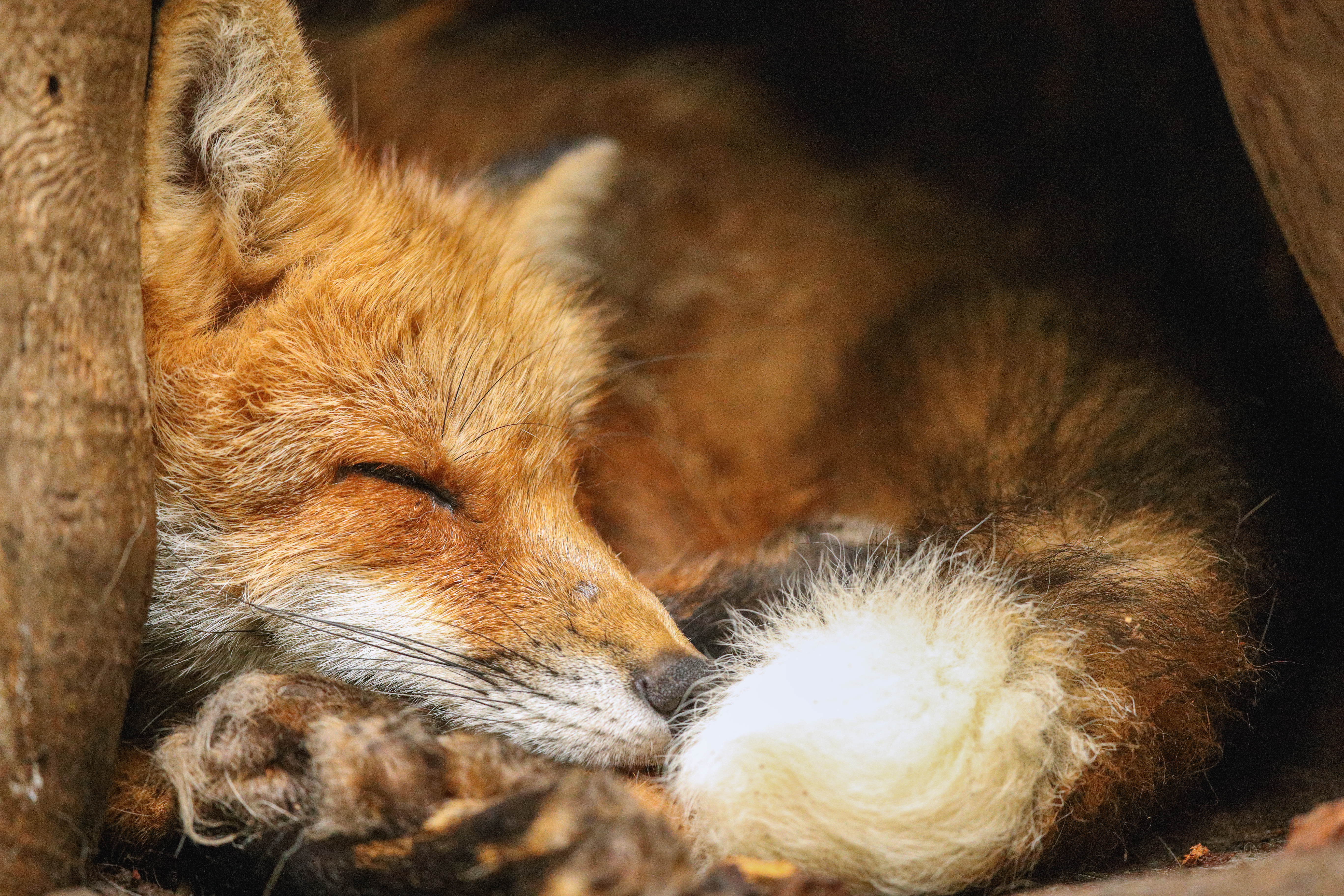
夜行性のため寝ている個体が多い

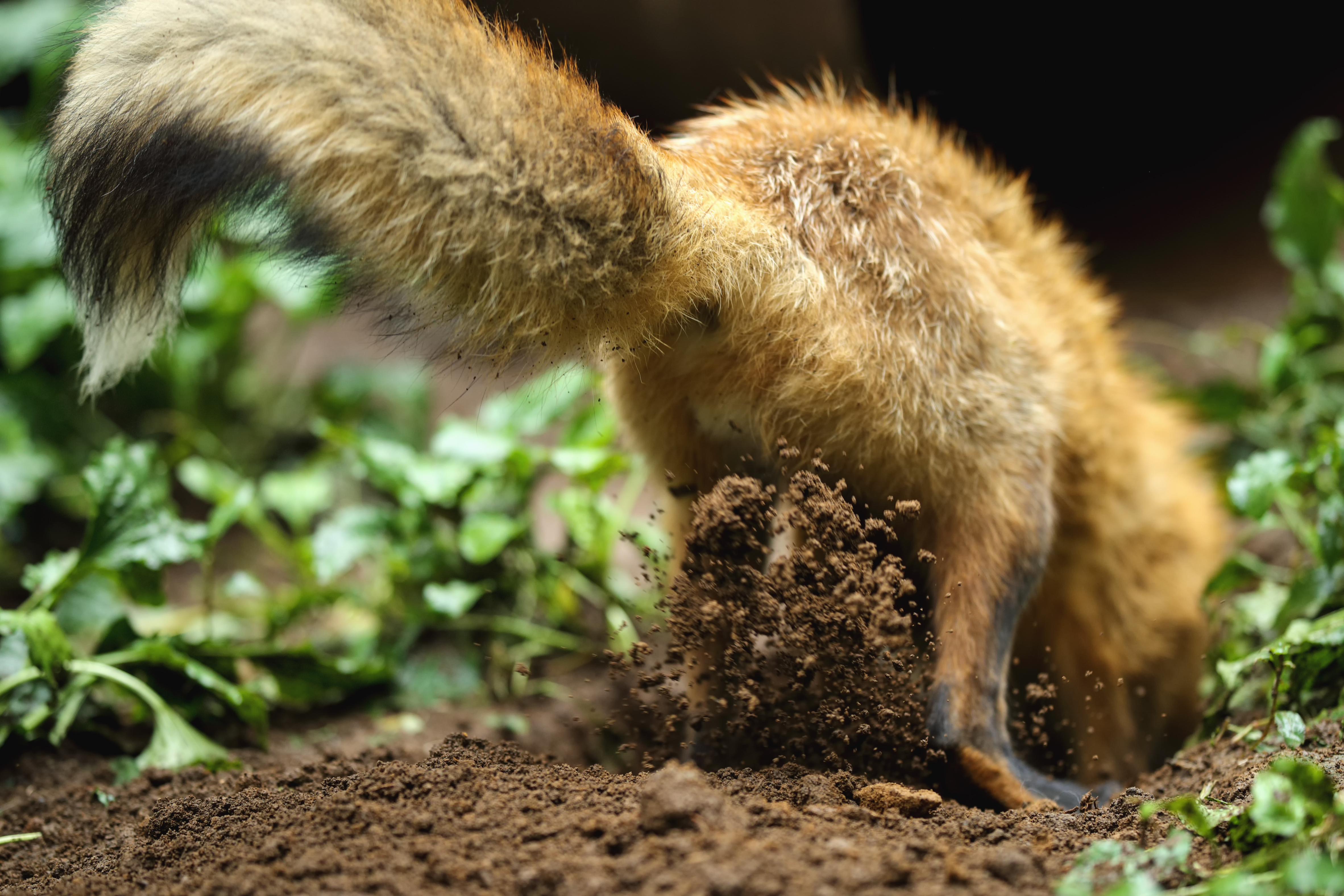
穴を掘るアカギツネ

当園は、奥羽山脈・蔵王連峰の宮城県側（宮城蔵王）の山麓の「南蔵王」と呼ばれる地区の標高590m前後にある。
6種・約250頭のキツネが飼育され、うち100頭以上が広く囲われた林の中に放牧されている。
野生のキツネはエキノコックスに感染している可能性が高いが、当園のキツネは全て人工繁殖した個体であり、定期的に駆虫剤の投与、施設内の殺菌消毒も実施しているため、ヒトが経口感染でエキノコックス症となることを防いでいる。
キツネは穴を掘ったり、土の上で寝そべったりする習性があるため、放牧エリアではその習性ゆえ冬季の積雪時以外は、特に降雨後に泥だらけになっている個体もしばしばおり、また本能的に噛む習性があるため、観察が主である。またキツネは夜行性のため、開園時間にはそもそも活動性が低いが、昼間でも入園者に反応する個体が多数見られる。キツネの習性は広く知られたものではないため、海外で当園が紹介される場合もキツネの習性を織り交ぜた記事が見られ、国内でも同様である。
放牧エリアとは別に、屋内飼育のエキノコックスフリーのキツネに直接抱っこ体験出来るエリアも用意されており、これが世界的に稀有な体験とみられ、外国人観光客を引き寄せている。また、ゴールデンウィーク頃からは子ギツネの抱っこ体験も出来る。キツネ以外にもウサギなどとも触れ合える。
夏毛の時期にはほっそりとした印象のキツネも、冬毛の時期になると丸々とした所謂「モフモフ」の状態となり、観光客を引き寄せるため、雪に覆われることでアクセスが困難になる冬季であっても、閉鎖せずに年中無休で開園している。
なお、当園は教育施設の面もあり、学生のインターンシップや体験実習を受け入れている。キツネの観光放牧をしている施設は稀であるため、国内各地から実習生が集まっている。

## 沿革
オーナー夫妻は、もともと酪農を営んでいた。知人が毛皮用のキツネを養殖していたが、外国産の毛皮に国産の毛皮の価格での競争力が無くなり次第に国産の毛皮用養殖業者の廃業が相次し始めた。そこで現オーナーが行き場の無くなった毛皮養殖用の狐たちを一時預かりし、毛皮以外の有効利用として考えオープンさせたのが蔵王キツネ村の始まりである。バブル景気期の1990年（平成2年）、前記述のキツネたちを引き取り、それらを放牧して当園が開園した。テレビCM等も展開した。
最初は毛皮養殖業者にキツネの繁殖を依頼していたが、養殖業者の高齢化及び不採算に伴う廃業を申し出た為に現在はキツネの繁殖技術の研究を行い技術習得し全頭キツネ村産となっている。現在もキツネの繁殖及び飼育技術の研究はなされており、他のイヌ科の動物の技術との比較を行いながら専属の獣医師とともにデーターの収集に努めている。
なお、キツネ村で繁殖されたキツネたちは全頭観光用の展示とメディア向け及びイベント用のレンタル（飼育員同行）、動物園向けレンタル（月単位、年単位）事業のためだけに飼育されているので毛皮などには一切使用される事はなく一生をキツネ村で過ごす。
2006年（平成18年）公開の映画『子ぎつねヘレン』に、当園のキツネが出演した。また、「天才!志村どうぶつ園」ではベッキーとDAIGOが各々当園を訪れ、番組内で紹介された。2013年（平成25年）には連続テレビ小説「あまちゃん」第137回（9月6日放送）に当園のキツネ "ゴロくん" が出演した。
2000年代後半頃、さわり心地が良さそうな豊かな毛並みの動物を表現するインターネットスラング「モフモフ」が生まれた（英: chubby）。キツネは夏毛と冬毛が生え変わるが、夏毛のときはすらりとしているものの、冬毛はふさふさして丸々としたシルエットになるため、「モフモフ」な動物の一種とみなされるようになった。
2010年代に入って発達したスマートフォン、動画投稿サイト、SNS等により当園のキツネの写真・動画が共有されるようになると、当園は「モフモフ」な動物たちと触れ合いたい国内外の観光客が訪れる施設へと変化した。特に、2013年（平成25年）頃にネット上に投稿された動画により、人気の観光地となる端緒となったとされる。なお、アメーバニュースでは2014年（平成26年）1月26日、「地方のモフモフなスポット5選」として当園を紹介した。ヘループ（株）による分析では、同年5月16日に投稿されたYouTube動画（日本語）、および2015年（平成27年）7月1日に投稿されたそれ（英語/日本語）が火付け役と認定している。
2014年（平成26年）4月より入場料を、従前の大人700円、子供400円から大人1000円、子供無料に変更。開園以来初の新人飼育員2人が加わった。
2015年（平成27年）4月1日より、キツネ村専用のジャンボタクシーの運行を開始。また、キツネの診療所など園内施設のリニューアルを実施している。売店と広場にて繋がるWi-Fiスポットも設置。同年の来園者数は約10万人に及び、うち約1万人が外国人だとされる（2016年の外国人入園者は、2月が668人、3月が800人）。約10万人の来園者は、白石市の観光客入込数の1割以上を占め、同市の主要観光施設に上り詰めた。

## 施設

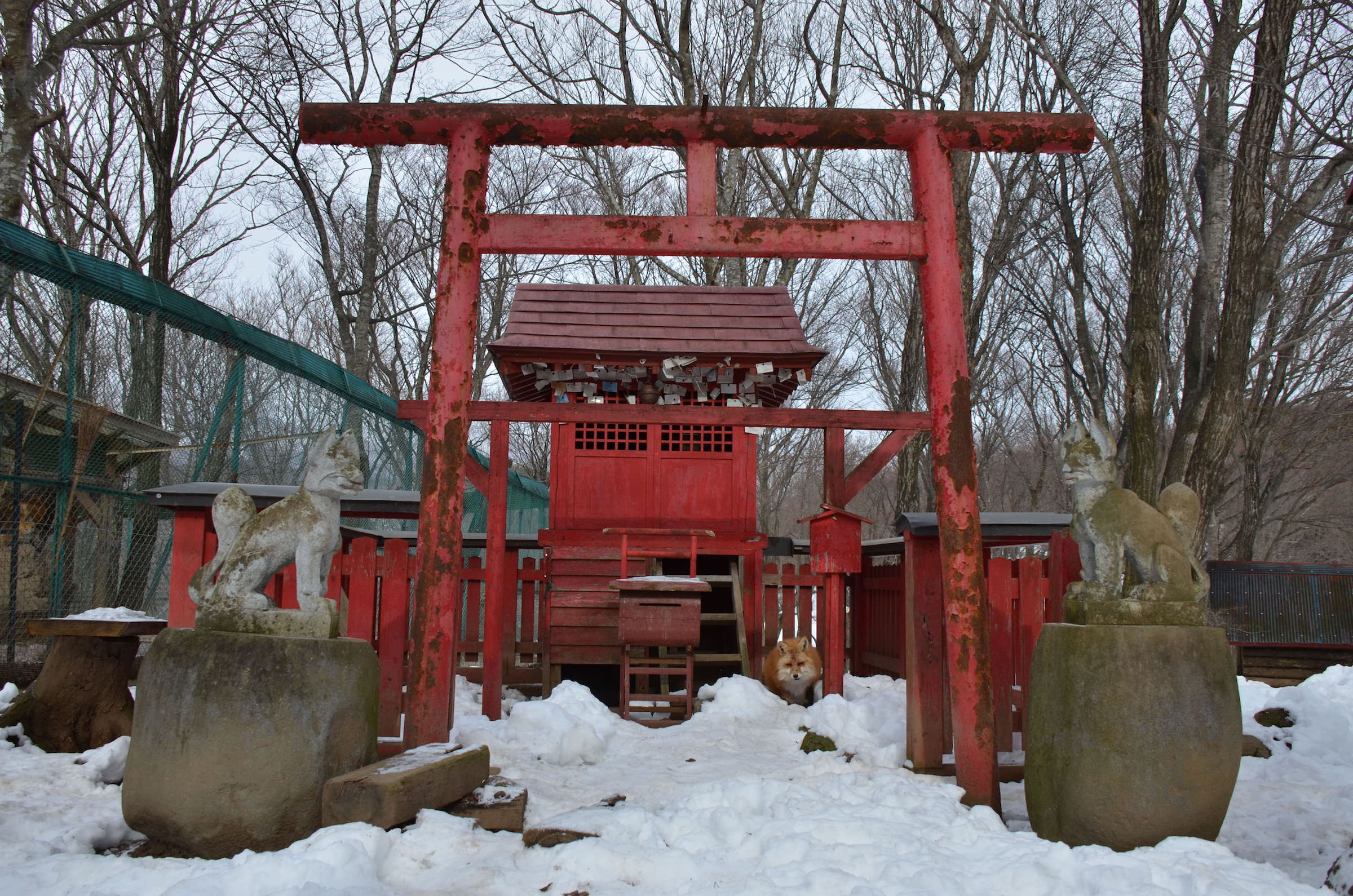
御金稲荷神社（2014年12月）

- キツネのふれあい展示エリア
  - 仔ぎつねの展示エリア
  - 人間の屋外休憩所
  - 御金（おこん）稲荷神社（模擬神社）

施設の付近が山形との交易ルートであった事や、この付近でキツネの餌付けが行われていた事などが解説されている。
- 家畜動物ふれあい展示エリア
- キツネの繁殖エリア（非公開）
- 食堂（現在、食堂は休止、休憩エリアとして開放）
- 売店（ゴールデンウィーク、お盆期間のみ入り口付近で臨時の露天あり）
- プレハブ休憩所（現在休止）
- 駐車場（第1駐車場、第2駐車場合わせ100台、第3駐車場40台）

## 飼育動物
- キタキツネとギンギツネ以外は、宮城蔵王キツネ村で撮影されたものではない。
- ウサギ、ヤギ、ポニーの飼育もしている[18]。

| 種名           | 参考画像 |
| -------------- | -------- |
| キタキツネ     |          |
| ギンギツネ     |          |
| プラチナキツネ |          |
| ホンドギツネ   |          |
| 十字キツネ     |          |

| 種名             | 参考画像 |
| ---------------- | -------- |
| ホッキョクギツネ |          |

## 交通アクセス
以下のJR両駅からはキツネ村専用のジャンボタクシー（4人以上、要予約）も運行している。また、近くの温泉旅館が送迎してくれるサービスもある。
- JR東北新幹線・白石蔵王駅（北緯37度59分41.9秒 東経140度37分58.1秒 / 北緯37.994972度 東経140.632806度）よりタクシーで約15km、約24分。
- JR東北本線・白石駅（北緯38度0分10.2秒 東経140度37分34.2秒 / 北緯38.002833度 東経140.626167度）より
  - タクシーで約13km、約21分。
  - 白石市民バス「きゃっするくん」福岡線（火・金のみ運行。便数極少。フリー乗降制）[19]
- 東北自動車道・白石IC（北緯38度2分16秒 東経140度38分12.8秒 / 北緯38.03778度 東経140.636889度）より約15km、約19分。
  - 国道4号から国道457号に入り、宮城県道51号南蔵王七ヶ宿線経由して至る。
  - 国道4号から宮城県道254号南蔵王白石線に入って、鎌先温泉の手前を経由して至る。
- タケヤ交通「白石蔵王山麓循環線」（1日往復2便）
  - 白石蔵王駅発、白石駅経由で約30分。
- （期間限定運行）ミヤコーバス「白石市観光施設間シャトルバス」[20]
  - 運行日：2017年10月1日（日）〜2018年3月18日（日）の土日祝のみ（12月30日、12月31日、1月1日を除く計52日間）
  - 運行経路：白石城城下広場〜鎌先温泉〜弥治郎こけし村〜宮城蔵王キツネ村（約35分）[21]
  - 運行回数：2往復/日

## CM
当園のコマーシャルソングの企画・制作は、ワッキー貝山による。同曲はテレビCM、ラジオCM、および、かつての当園のウェブサイトのBGMとして使用された。なお、テレビ用のCMでは「劇団麦」が歌唱を担当しているとクレジットされている。テレビCMに出演していた着ぐるみの名称等は不明。

## 周辺
- 川原子ダム 2km
- 蔵王開拓温泉 1.5km
- 鎌先温泉 13km
- 遠刈田温泉 20km
- みやぎ蔵王白石スキー場 8km
- みなみ蔵王オートキャンプ場（源泉の里 湯々里ミートランド）
- ミルクファーム蔵王 8km
- 南蔵王キャンプ場 5km
- 南蔵王青少年旅行村 8km
- 弥治郎こけし村 12km
- 小野宮惟喬親王神社（通称「こけし神社」）
- 長老湖 7km
- 御釜 約34km（直線距離13km）